# Ceropegia anantii
Ceropegia anantii ist eine Pflanzenart aus der Unterfamilie der Seidenpflanzengewächse (Asclepiadoideae).

## Merkmale

### Vegetative Merkmale
Ceropegia anantii ist eine ausdauernde, krautige Pflanze, die aufrecht wächst. Sie besitzt einen knolligen Wurzelstock. Die etwas abgeflachten Knollen haben einen Durchmesser von zwei bis drei Zentimetern, die Wurzeln sind fibrös. Die gewöhnlich nicht verzweigten, im Querschnitt runden Triebe werden 15 bis 40 cm hoch, und sind ein bis zwei Millimeter dick. Sie sind nur spärlich behaart. Die fein flaumig behaarten Blätter sind gegenständig angeordnet und sind annähernd sessil. Die Blattspreite ist linealisch, 4 bis 8 cm lang und 0,3 bis 0,5 cm breit. Sie laufen spitz aus und werden zur Basis hin allmählich schmaler. Die Oberfläche ist schuppig, die Unterseite kahl, abgesehen von der Mittelrippe und den Rändern, die fein behaart sind.

### Blütenstand und Blüten
Die zwittrigen Blüten sind zygomorph und fünfzählig mit doppelter Blütenhülle. Die solitär stehenden Blüten entspringen den Blattachseln, können aber auch außerhalb der Blattachseln gebildet werden. Die Blütenstiele sind 4 bis 6 mm lang bei einem Durchmesser von 0,6 bis 0,8 mm; sie sind flaumig behaart. Die solitären Tragblätter setzen ein wenig oberhalb der Mitte der Blütenstiele an. Sie sind linealisch und gespitzt. Sie messen 2,3 bis 2,6 mm in der Länge und 0,3 bis 0,4 mm in der Länge. Die flaumig behaarten Kelchblätter sind 5 bis 7 mm lang und 0,7 bis 0,8 mm breit, Sie sind linealisch und annähernd gespitzt. Die grünlich-gelbe Blütenkrone ist 4 bis 6,5 cm lang und nicht gekrümmt. Die Röhre ist 1 bis 2,5 cm lang und verengt sich über dem Kronkessel ziemlich abrupt. Die eigentliche Röhre ist nur geringfügig länger bis doppelt so lang wie der Kronkessel. Die Blütenkrone ist außen kahl und grünlich mit purpurfarbenen Linien. Die Kronblattzipfel sind 1,3 bis 3,5 cm lang. Sie sind an den Spitzen miteinander verwachsen, die Spitzen können auch leicht verdreht sein. Sie sind grünlich-weiß und innen fein flaumig behaart. Jeder Zipfel hat an der Basis innen und außen einen schwarzen Fleck. Die Spitzen sind mehr oder weniger stark bräunlich gefärbt. Die Nebenkrone ist kuppelförmig mit fünf tief geschlitzten Zipfeln, die an der Basis dicht mit ciliaten Härchen besetzt sind. Die staminale (oder innere) Nebenkrone weist fünf linealische aufrechte, 4 bis 5 mm lange Zipfel auf, die sich an den Enden aufeinander zuneigen. Das Pollinarium misst 0,3 bis 0,35 × 0,2 bis 0,25 mm. Die zwei Pollenmassen (Pollinien) sind gelblich und mit den bräunlichen Pollenträgern (Corpuscula) durch kurze Arme (Caudiculae) verbunden.

### Früchte und Samen
Die geraden, schlank-spindelförmigen und aufrecht stehenden Balgfrüchte stehen einzeln oder paarweise. Sie werden 6 bis 7 mm lang bei einem Durchmesser von 0,2 bis 0,25 cm. Die eiförmigen Samen messen 4 × 1,5 mm. Der seidige Haarschopf (Coma) ist weiß und 1 bis 1,5 cm lang.

## Ähnliche Art
Ceropegia anantii ist nahe mit Ceropegia attenuata verwandt, unterscheidet sich aber durch folgende Merkmale:
- wächst auf Plateaus in größeren Höhen, dagegen wächst Ceropegia attenuata in Küstenebenen in geringen Höhen auf Plateaus mit laterischem Untergrund
- die Blätter sind schmal-linealisch, in Ceropegia attenuata linealisch bis lanzettförmig.
- der Kessel der Blüte verengt sich abrupt zur Blütenröhre hin. Bei Ceropegia attenuata ist der Übergang mehr graduell
- die Blüte weist im oberen Teil einen braunen Rand auf, der bei Ceropegia attenuata fehlt.
- markant sind je ein dunkler Fleck an der Basis der Kronblattzipfeln, die bei Ceropegia attenuata fehlen
- die Kronblattzipfel sind nicht so stark nach außen gewölbt wie bei Ceropegia attenuata. Hier bilden die Kronblattzipfel eine Käfig-ähnliche Struktur.

## Geographische Verbreitung und Ökologie
Ceropegia anantii ist beschränkt auf die flachen Gipfel der Salva Hills im Sindhudurg-Distrikt des indischen Bundesstaates Maharashtra. Die Blüten erschienen dort ab August, Früchte können bis in den November hinein gefunden werden.

## Taxonomie
Die Art wurde erst 2004 von Shrirang Ramchandra Yadav, Milind Madhav Sardesai und Sayajirao P. Gaikwad erstmals beschrieben. Die Autoren konnten im September 1998 etwa 300 Pflanzen lokalisieren. Der Holotyp Yadav-495A wird im CAL (Central National Herbarium, Kalkutta, Westbengalen) aufbewahrt. Der Isotypus Yadav-495B wurde im Herbarium der Royal Botanic Gardens Kew deponiert. Der Isotypus Yadav-495C wird im Herbarium des Botanical Survey of India (BSI), der Isotypus Yadav-495D im Blatter Herbarium (Mumbai) und der Isotypus Yadav-495E im Herbarium der Shivaji University (SUK) aufbewahrt.
Die Art ist nach Prof. Anant R. Kulkami (Mumbai) benannt, der viele Beiträge zur Botanik, besonders aber zur Systematik der Angiospermen verfasste.